# چشم‌اندازی در مه
چشم‌اندازی در مه (به یونانی: Τοπίο στην ομίχλη) فیلمی ساخته تئو آنگلوپولوس محصول ۱۹۸۸ میلادی و ساخت کشور یونان است. فیلم در حالی که منتخب سینمای یونان برای حضور در بخش بهترین فیلم خارجی شصت و دومین دوره جوایز اسکار بود اما نتوانست نامزد شود. در حقیقت به دنباله فیلم‌های سفر به سیترا (۱۹۸۴) و زنبوردار (۱۹۸۶)، این فیلم به عنوان سومین فیلم از سه‌گانه سکوت آنگلوپولوس شناخته می‌شود.

## دستاوردها

### تمجیدها
| سال  | جایزه                         | بخش                                | نتیجه |
| ---- | ----------------------------- | ---------------------------------- | ----- |
| ۱۹۸۸ | ۴۵مین جشنواره بین‌المللی ونیز  | شیر نقره‌ای                         |       |
| ۱۹۸۸ | ۴۵مین جشنواره بین‌المللی ونیز  | جایزه دانشجویان دانشگاه ساپینزا رم |       |
| ۱۹۸۸ | ۴۵مین جشنواره بین‌المللی ونیز  | جایزه OCIC                         |       |
| ۱۹۸۹ | ۳۹مین جشنواره بین‌المللی برلین | جایزه InterFilm                    |       |
| ۱۹۸۹ | دومین جشنواره فیلم‌های اروپایی | بهترین فیلم                        |       |